# Film V6 actII〜CLIPS and more
『Film V6 act II -CLIPS and more-』は、V6のクリップ集第2弾。1999年2月10日発売。発売元はavex trax。

## 概要
- 1999年2月10日にVHSで発売され、後にDVDが2000年9月27日に発売。
- VHSとDVDの収録内容は共通である。

## 収録内容
1. GENERATION GAP
2. 本気がいっぱい
3. 翼になれ
4. 夏のかけら - Coming Century
5. WAになっておどろう
6. Be Yourself!
7. over
8. ENDING（EASY SHOW TIME）
曲の尺は1コーラスのみ。

## 関連作品
- Film V6 -CLIPS and more-
- Film V6 act III -CLIPS and more-
- Film V6 act IV -DANCE CLIPS and more-
- Film V6 act IV -BALLAD CLIPS and more-